# Zeppelina prolonga
Zeppelina prolonga är en ringmaskart som beskrevs av Hartman 1965. Zeppelina prolonga ingår i släktet Zeppelina och familjen Ctenodrilidae. Inga underarter finns listade i Catalogue of Life.